# Nokia C2-01
Nokia C2-01 este un telefon creat de Nokia. Telefonul este din plastic cu tastatura numerică fizică și marginea telefonului este cromată.
C2-01 are un ecran, două taste și butoane de apel în jurul unui D-pad-ul și o tastatură mai jos. D-pad-ul are cinci direcții. 
Tastatura are 12 taste care sunt mari și forma ușor convexă le face confortabile. Mufa audio de 3.5 mm și portul de încărcare se află sus, Pe stânga și dreapta se află slotul pentru card microSD (carduri de până la 16 GB sunt suportate) și portul microUSB (încărcare), ambele din care sunt acoperite de clape de plastic.
Memoria internă este de 43 MB care este suficientă pentru stocarea a 2000 de contacte în agenda telefonică.
Camera foto are 3.2 megapixeli și înregistrarea video se face la rezoluția VGA cu 15 cadre pe secundă.
Piesele audio pot fi filtrate după artist, album și gen. Player-ul audio acceptă formatele MP3, AAC, AAC+, eAAC+, WAV și WMA. Suportă profilul Bluetooth A2DP care permite streamingul cu sunet stereo.
C2-01 suportă formatele video MP4, H.264, H.263 și 3GP. 
Bateria este de 1020 mAh Li-Ion. Conform Nokia suportă până la 8.5 ore de convorbire în GSM și 4 ore 30 în rețeaua 3G.